# Kandela & Son
Kandela & Son es un grupo musical de cantantes ecuatorianas formado en 1998, siendo el primer quinteto vocal femenino de Ecuador. Fue conformado por Jasú Montero, Jordana Doylet, Dora West, Diana Guerrero y Katherine Bury.

## Trayectoria
El grupo Kandela & Son estuvo conformado durante varias épocas por distintas agrupaciones de cantantes ecuatorianas, destacándose por la presencia permanente de Montero, Doylet y West. La mánager del grupo original desde sus inicios hasta su transformación en Kandela 4G fue Loly Ochoa.
La primera generación de Kandela y Son estuvo conformada por Katty Elisa Lamilla, Maggie Flores, Karla y Dayra Ramírez y María Fernanda Ormaza. Su primer álbum musical, lanzado en 1999, se tituló "A mi manera". Posteriormente, en 2006, se ensambló la agrupación más reconocida, en la cual estaban Jasú Montero, Jordana Doylet, Dora West, Katherine Bury y Diana Guerrero quienes se adentraron en proyectos fuera del ámbito musical, combinando también con sus producciones.
Tuvieron un reality show televisado denominado "Buscando a la Quinta Kandela" que tomó lugar en GamaTV durante el año 2008, y tras el cual se sumó una nueva integrante, Kimberly Jaramillo. En 2009 realizaron un proyecto televisivo sobre una novela inspirada en su trayectoria. El proyecto se llamó "Kandela", de idea de Estefanía Isaías e Ignacio Sáinz; constó de 50 capítulos, y fue transmitido por TC Televisión. En el 2011 realizaron el programa "Kandela Pura" en Canal Uno durante seis meses.
La cuarta generación de Kandela y Son estuvo integrada por Dayanara Peralta, Blanca Sttroner, Lorena Gaibor y Brigitte Sosa, desde el año 2014. A partir de esta generación el grupo pasa a llamarse "Kandela 4G". El primer sencillo con esta nueva fórmula se tituló "Su amor es music". Tras la salida de Gaibor y Peralta, se sumaron a la agrupación las cantantes Janan Velasco y Susana Rivera.